# Mocná síla soucitu
Mocná síla soucitu je americký hraný film z roku 2010. Jde o první režijní počin herce Marka Ruffala, který si zde rovněž zahrál postavu kběze Joea. Hlavní roli zde ztvárnil Christopher Thornton, který je rovněž autorem scénáře. Hraje vozíčkáře Deana O'Dwyera, který žije na ulici v Los Angeles. Má schopnost léčit dotekem všechny nemoci, přestože sám to koná nerad. Otec Joe mu zařídí bydlení a on začne léčit lidi. Sám by se však raději věnoval hudbě, byl diskžokejem v kapele. Několik písní do filmu nahráli Omar Rodríguez-López a Cedric Bixler-Zavala a na bicí zde hrál Deantoni Parks, který je rovněž členem fiktivní filmové skupiny. V dalších rolích se zde představili například Juliette Lewis a Orlando Bloom.

## Obsazení
| Christopher Thornton | Dean O'Dwyer (Delicious D) |
| Juliette Lewis       | Ariel Lee                  |
| Mark Ruffalo         | Joe                        |
| Laura Linneyová      | Nina Hogue                 |
| Orlando Bloom        | The Stain                  |
| Noah Emmerich        | Rene Faubacher             |
| John Carroll Lynch   | Healer                     |
| Robert Wisdom        | Prendell                   |
| Dov Tiefenbach       | Oogie                      |
| Deantoni Parks       | Chuck                      |
| Sandra Seacat        | Mrs. Matilda               |